# Courbehaye
Courbehaye – miejscowość i gmina we Francji, w Regionie Centralnym, w departamencie Eure-et-Loir.
Według danych na rok 1990 gminę zamieszkiwało 116 osób, a gęstość zaludnienia wynosiła 6 osób/km² (wśród 1842 gmin Regionu Centralnego Courbehaye plasuje się na 1018. miejscu pod względem liczby ludności, natomiast pod względem powierzchni na miejscu 681.).